# Rodopi (Bulgaria)
Rodopi (in bulgaro Родопи?) è un comune bulgaro situato nella Regione di Plovdiv di 33 112 abitanti (dati 2009). La sede comunale è la città di Plovdiv

## Località
Il comune è formato dall'insieme delle seguenti località:
- Belaštica
- Bojkovo
- Branipole
- Brestnik
- Brestovica
- Calapica
- Čuren
- Dedovo
- Hrabrino
- Izvor
- Jagodovo
- Kadievo
- Krumovo
- Lilkovo
- Markovo
- Orizari
- Părvenec
- Sitovo
- Skobelevo
- Ustina
- Zlatitrap